# 戴夫·巴顿
戴维·罗伯特·巴顿（英語：David Robert Batton，1956年3月26日—），美国NBA联盟前职业篮球运动员。他在1978年的NBA选秀中第3轮第18顺位被新泽西篮网选中。